# St. Michael (Ried bei Ottackers)

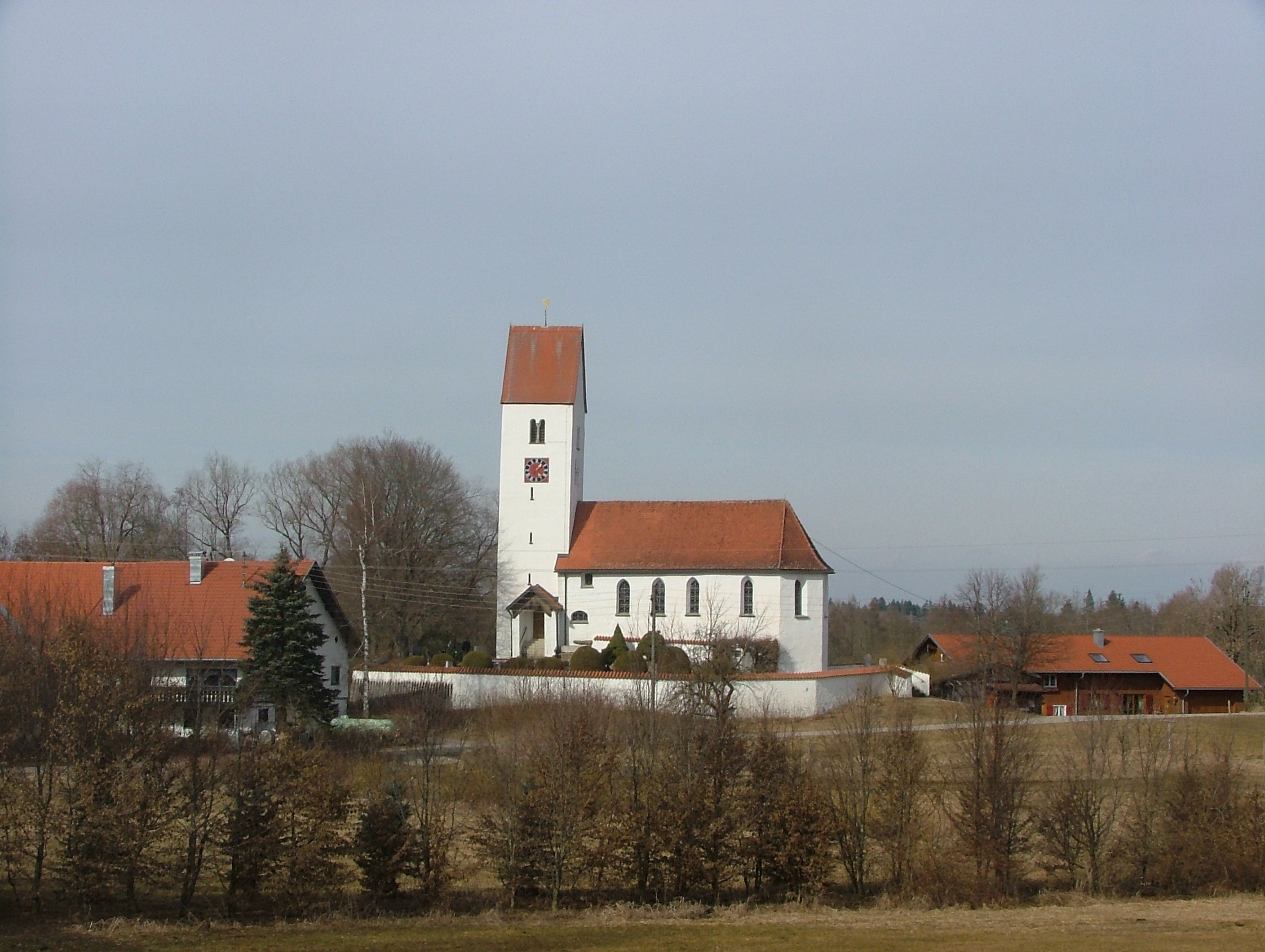
St. Michael in Ried, Panoramaansicht

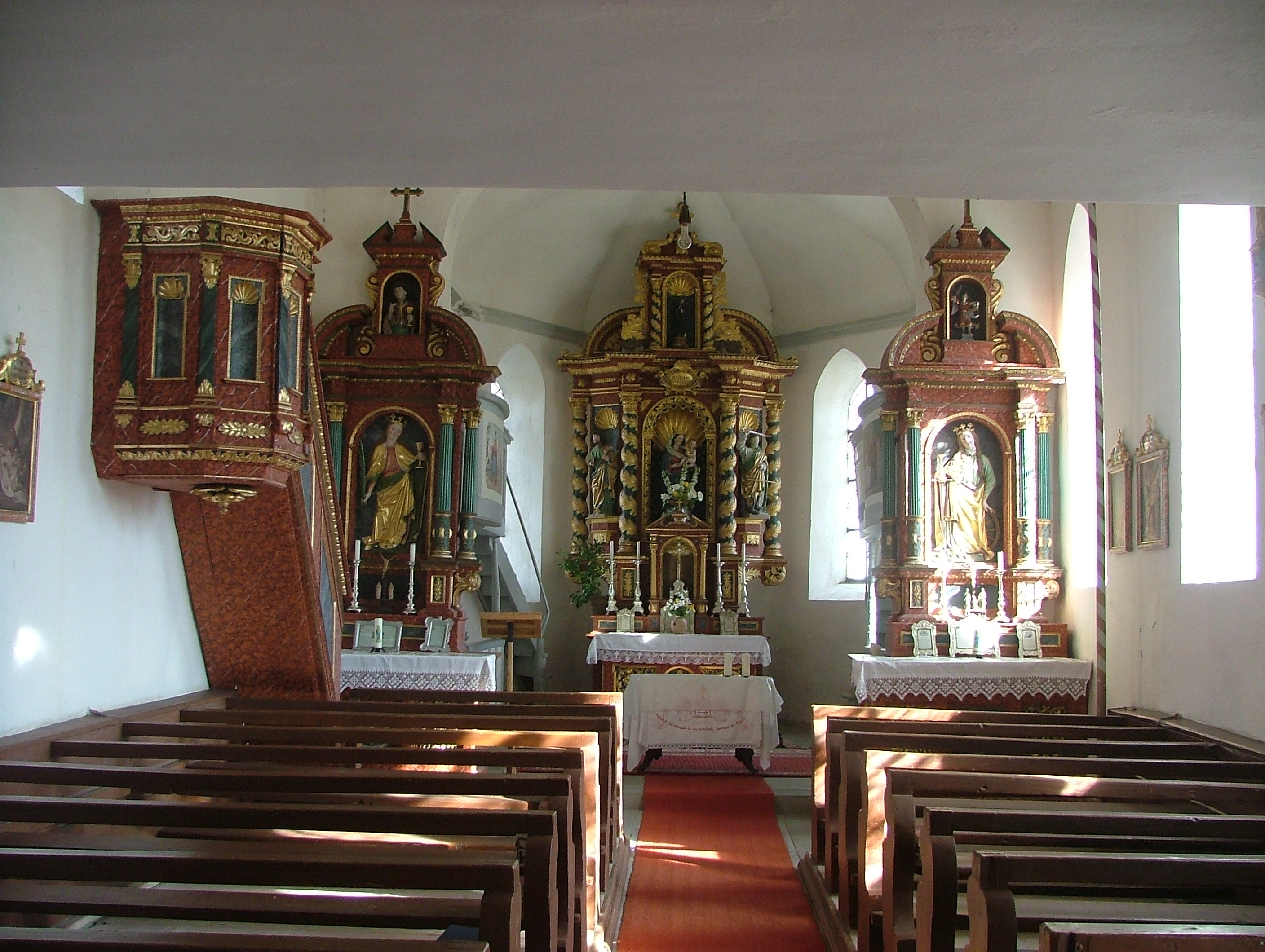
Innenansicht

St. Michael ist eine römisch-katholische Filialkirche in Ried bei Ottackers, einem Gemeindeteil des Marktes Sulzberg im schwäbischen Landkreis Oberallgäu in Bayern. Das denkmalgeschützte Bauwerk ist in der Liste der Baudenkmäler in Sulzberg unter der Nr. D-7-80-140-24 eingetragen.

## Beschreibung
Die spätgotische Saalkirche besteht aus einem Langhaus, einem dreiseitig geschlossenen Chor im Osten, einer Sakristei an der Nordwand des Chors und einem Kirchturm, der mit einem Satteldach bedeckt ist, vor der Westwand des Langhauses, der aus der Achsensymmetrie des Langhauses nach Süden verschoben ist. Sein oberstes Geschoss enthält hinter den als Biforien gestalteten Klangarkaden den Glockenstuhl. Im Geschoss darunter sind die Zifferblätter der Turmuhr angebracht.
Der Innenraum des Langhauses ist mit einem Tonnengewölbe überspannt. Die Altäre wurden um 1699 gebaut. Der Hochaltar wird von den Statuen der Maria, des Apostels Matthias und des Erzengels Michael flankiert. Die Schnitzereien am Hochaltar werden Matthias Grünewald zugeschrieben, dem Erbauer des Isenheimer Altars.